# Diego Aguirre
Diego Aguirre (Montevideo, 13 september 1965) is een Uruguayaans voetbalcoach en voormalig voetballer. Hij maakte onder meer het winnende doelpunt voor Peñarol in de 120ste minuut van de finale van de Copa Libertadores 1987. 
2 Vinícius ·
3 Lewis ·
4 Longo ·
5 Arboleda ·
6 Welington ·
7 Moura ·
8 Galoppo ·
9 Calleri ·
10 Luciano ·
11 Nestor ·
13 Rafinha  ·
15 Araújo ·
16 Gustavo ·
17 Silva · 
18 Rodriguinho ·
20 Antônio ·
21 Bobadilla ·
22 Tressoldi ·
23 Rafael ·
25 Alisson ·
26 Liziero ·
27 Rato ·
28 Franco ·
29 Maia ·
30 Moreira ·
32 Ferraresi ·
33 Erick ·
35 Sabino ·
36 Lanza ·
37 Carmo ·
39 Gomes ·
44 Belém ·
46 Negrucci ·
47 Ferreira ·
50 Moraes ·
93 Jandrei ·
Coach: Zubeldía 
· Assistent-coach: Cruz